# Резервный банк Новой Зеландии
Резервный банк Новой Зеландии (англ. Reserve Bank of New Zealand) — центральный банк Новой Зеландии.

## История
В денежном обращении Новой Зеландии длительное время использовались не только британские, но и иностранные монеты (испанские, индийские, португальские, датские, голландские). В 1840—1881 годах выпускались частные долговые обязательства, а в 1857—1881 годах — частные медные токены.
Согласно Закону об имперском выпуске монет (1870 года) с 1897 года единственным законным платёжным средством стали британские монеты. В обращении находились также банкноты шести частных банков (Банк Окленда, Банк Австралазии, Банк Нового Южного Уэльса и др.).
1 апреля 1934 года принят Акт о создании Резервного банка Новой Зеландии. 1 августа 1934 банк начал операции и выпуск банкнот. В 1936 году банк национализирован.